# Gouvernement Bourassa II
Pour les articles homonymes, voir Gouvernement Bourassa.
Monarchie 
 constitutionnelle à 
 régime parlementaire
Gouvernement 
 Pierre-Marc Johnson Gouvernement 
 Daniel Johnson (fils)
Le mandat du deuxième gouvernement de Robert Bourassa, devenu premier ministre du Québec à la suite de la victoire du Parti libéral du Québec aux élections générales du 2 décembre 1985, s'étendit du 12 décembre 1985 au 11 janvier 1994. Il avait auparavant obtenu un premier mandat, de 1970 à 1976.

## Caractéristiques
L'objectif principal du second gouvernement Bourassa, lorsqu'il arrive au pouvoir, est le développement de l'économie et une bonne gestion des finances publiques, dont les déficits ne cessent d'augmenter depuis 20 ans. Cependant, il se trouve, dès le début, pris dans l'engrenage des négociations constitutionnelles, amorcées par le premier ministre canadien, Brian Mulroney, qui veut modifier la Constitution du Canada à laquelle adhérerait le Québec qui n'a pas signé l'Accord constitutionnel du 5 novembre 1981. 
Ces négociations aboutissent à l'Accord du lac Meech, qui accepte les « cinq demandes minimales » formulées par Bourassa. Toutefois, la loi 178, légiférant sur la langue d'affichage, lui met à dos le Canada anglophone. Malgré d'ultimes négociations, deux provinces n'entérinent pas l'Accord et, en 1990, tout est à recommencer. Il s'ensuit deux autres années de négociations constitutionnelles qui aboutissent à l'Accord de Charlottetown, qui doit être accepté par la population lors d'un référendum. Cet accord est aussi un échec puisque la population vote majoritairement « Non » à ce référendum, tant au Canada qu'au Québec.
En 1990, le gouvernement Bourassa gère la grave crise d'Oka. Au début de la décennie, une récession économique s'ajoute aux soucis d'un premier ministre, qui commence à souffrir du cancer qui va l'emporter quelques années plus tard. Sa dernière année est marquée par d'âpres négociations avec les syndicats du secteur public, qui refusent d'accepter le gel des salaires de deux ans que le ministre Daniel Johnson veut leur imposer. C'est donc sur un constat de demi-échec qu'il annonce sa démission.

## Chronologie
- 12 décembre 1985 : assermentation du cabinet Bourassa devant le lieutenant-gouverneur Gilles Lamontagne.
- 16 mai 1986 : dépôt du projet de loi 58 absolvant les élèves ayant fréquenté illégalement l'école anglophone depuis 1977.
- 7 juillet 1986 : le comité des sages, présidé par le ministre Paul Gobeil, recommande la réduction de la taille du gouvernement et la privatisation de plusieurs sociétés d'État.
- Août 1986 : privatisation de Québecair, acheté par Nordair pour $10 millions.
- Novembre 1986 : privatisation de la raffinerie de sucre de Saint-Hilaire.
- 8 décembre 1986 : des amendements à la loi 101 sont annoncés. La loi 142, entre autres, vise à assurer des services de santé en anglais dans les hôpitaux.
- 22 décembre 1986 : la Cour d'Appel statue que le gouvernement peut obliger les commerçants à utiliser le français dans l'affichage bilingue mais ne peut lui interdire l'usage de l'anglais. Québec va en appel.
- Février 1987 : Madelipêche est privatisée à son tour. Sa vente à un groupe d'entrepreneurs a été de $3 millions. Québec vend Donohue à Québecor pour $320 millions.
- 18 mars 1987 : Bourassa rend public ses 5 demandes minimales pour la prochaine ronde constitutionnelle : la reconnaissance du Québec comme société distincte; l'obtention du droit de veto; un droit de regard sur la nomination des juges québécois à la Cour Suprême; des pouvoirs accrus en matière d'immigration; un encadrement du pouvoir de dépenser d'Ottawa en territoire québécois.
- 30 avril 1987 : signature de l'Accord du lac Meech.
- 23 juin 1987 : l'Assemblée nationale adopte l'Accord du lac Meech. Les autres provinces ont 3 ans pour l'entériner à leur tour.
- 10 novembre 1987 : dix jours après la mort de René Lévesque, Pierre Marc Johnson annonce sa démission comme chef du Parti québécois.
- 17 mars 1988 : Jacques Parizeau est le nouveau chef du Parti québécois.
- 7 juillet 1988 : Terre-Neuve adopte l'Accord du Lac Meech. Seuls le Manitoba et le Nouveau-Brunswick ne l'ont pas encore ratifié.
- 15 décembre 1988 : la Cour Suprême rend son jugement sur l'affichage. Il reconnaît que le gouvernement peut exiger la prédominance du français dans l'affichage, il ne peut cependant forcer les commerçants à employer exclusivement cette langue.
- 18 décembre 1988 : le gouvernement dépose la loi 178, permettant l'affichage bilingue à l'intérieur des commerces, la clause nonobstant étant utilisée pour maintenir l'unilinguisme français à l'extérieur. Le lendemain, le Manitoba se dissocie de l'Accord du Lac Meech.
- 20 décembre 1988 : trois ministres anglophones, Clifford Lincoln, Herbert Marx et Richard French, démissionnent du gouvernement pour protester contre la loi 178.
- 25 septembre 1989 : le Parti libéral du Québec remporte les élections générales avec 49,9 % des voix et 92 députés. Le Parti québécois obtient 40,2 % des voix et 29 députés ; le Parti égalité 3,7 % et 4 députés. Plusieurs anglophones ont voté pour ce parti, déçus de la politique linguistique du gouvernement Bourassa.
- 7 novembre 1989 : Clyde Wells, nouveau premier ministre de Terre-Neuve, réclame des modifications majeures à l'Accord du Lac Meech, sinon il lui retirera son appui.
- 6 décembre 1989 : un tireur fou, Marc Lépine, abat 14 femmes à l'École polytechnique de Montréal.
- 17 mai 1990 : le rapport de la Commission sur la Constitution, présidée par Jean Charest, recommande l'endossement de la proposition amendant l'Accord du Lac Meech. Par cet amendement, Ottawa aurait l'obligation de protéger la dualité linguistique, et des dispositions seraient prises concernant la protection des droits des autochtones et des droits des territoires à devenir des provinces.
- 21 mai 1990 : Lucien Bouchard démissionne du cabinet fédéral. Ottawa, dit-il, veut tenter de faire accepter au Québec un Accord dilué.
- 3-8 juin 1990 : la "conférence de la dernière chance", à Hull, se termine par une entente. Le Québec accepte les recommandations du rapport Charest et les provinces dissidentes s'engagent à entériner l'Accord.
- 22 juin 1990 : l'Accord du Lac Meech est caduc à la suite de la décision de Terre-Neuve ne pas le ratifier. À l'Assemblée nationale, Bourassa déclare : Quoi qu'on dise, quoi qu'on fasse, le Québec est, aujourd'hui et pour toujours, une société libre et capable d'assumer son destin et son développement.
- Été 1990 : Crise d'Oka.
- 6 novembre 1990 : début des audiences de la Commission Bélanger-Campeau sur l'avenir politique et constitutionnel du Québec.
- 5 février 1991 : signature de l'accord Canada-Québec relatif à l'immigration et à l'admission temporaire des aubains.
- 9 mars 1991 : le congrès du Parti libéral du Québec adopte le rapport Allaire qui préconise d'entamer des négociations avec le fédéral pour que celui-ci lui accorde 22 revendications. En cas d'échec des négociations, un référendum sur la souveraineté aura lieu en octobre 1992. Claude Ryan, mécontent, menace de démissionner. Bourassa met un bémol à cette résolution lors de son discours de clôture.
- 26 mars 1991 : le rapport de la Commission Bélanger-Campeau préconise un référendum sur la souveraineté en octobre 1992 et la création de commissions parlementaires, dont l'une analysera le projet souverainiste et l'autre d'éventuelles propositions canadiennes.
- 7 juillet 1992 : Joe Clark, ministre responsable des négociations constitutionnelles, signe une entente avec les neuf premiers ministres provinciaux (sauf le Québec qui n'y participe pas) et les leaders autochtones, comprenant le sénat triple E (égal, élu, efficace) et un droit de veto pour le Québec.
- 15 juillet 1992 : Bourassa se dit disposé à revenir à la table constitutionnelle.
- 28 août 1992 : entente constitutionnelle à Charlottetown. Bourassa accepte, entre autres, le Sénat égal à condition que le Québec garde toujours 25 % des sièges à la Chambre des Communes.
- 29 août 1992 : une quarantaine de membres de l'aile jeunesse du Parti libéral du Québec refusent l'entente de Charlottetown et quittent la salle où se tient le congrès spécial. Parmi eux, se trouvent Mario Dumont.
- 26 octobre 1992 : référendum sur l'Accord de Charlottetown. À la question Acceptez-vous que la Constitution du Canada soit renouvelée sur la base de l'entente conclue le 28 août 1992?, le Canada répond à 54,8 % pour le Non. Le Québec rejette également l'entente à 56,6 %.
- 6 mai 1993 : le gouvernement dépose le projet de loi 86, permettant le bilinguisme dans l'affichage commercial et ouvrant la porte à un renforcement de l'enseignement de l'anglais dans les écoles françaises.
- 1993 : nouveau conflit dans la fonction publique. Daniel Johnson propose un gel des salaires pendant 2 ans, que refuse le Front commun.
- 13 septembre 1993 : Bourassa annonce sa prochaine démission.
- 25 octobre 1993 : Jean Chrétien, chef du Parti libéral fédéral, remporte l'élection générale et devient premier ministre du Canada. Au Québec, c'est le Bloc québécois de Lucien Bouchard qui a raflé la majorité des sièges.
- 11 novembre 1993 : dépôt de la loi 142 dérèglementant la construction résidentielle. Mécontents, les syndicats de la construction déclenchent la grève. Une loi spéciale est adoptée pour les faire rentrer au travail.
- 14 décembre 1993 : Daniel Johnson (fils) devient officiellement chef du Parti libéral du Québec.

## Composition

### Premier mandat (1985–1989)

#### Composition initiale (12 décembre 1985)
| Fonctions, | Titulaire               |
| --- | ----------------------- |
| Premier ministre | Robert Bourassa         |
| Vice-première ministre Ministre des Affaires culturelles Ministre responsable de l'application de la Charte de la langue française | Lise Bacon              |
| Ministre des Finances | Gérard D. Levesque      |
| Président du Conseil du Trésor Ministre délégué à l'Administration                                                                 | Paul Gobeil             |
| Vice-président du Conseil du Trésor Ministre du Commerce extérieur et du Développement technologique                               | Pierre MacDonald        |
| Ministre des Affaires municipales Ministre responsable de l'Habitation                                                             | André Bourbeau          |
| Ministre de l'Agriculture, des Pêcheries et de l'Alimentation                                                                      | Michel Pagé             |
| Ministre des Communautés culturelles et de l'Immigration                                                                           | Louise Robic            |
| Ministre des Communications | Richard French          |
| Ministre de l'Éducation Ministre de l'Enseignement supérieur et de la Science                                                      | Claude Ryan             |
| Ministre de l'Énergie et des Ressources                                                                                            | John Ciaccia            |
| Ministre de l'Environnement | Clifford Lincoln        |
| Ministre de l'Industrie et du Commerce                                                                                             | Daniel Johnson (fils)   |
| Ministre de la Justice Ministre responsable de la Protection du Consommateur et de la Dérèglementation                             | Herbert Marx            |
| Ministre du Loisir, de la Chasse et de la Pêche Ministre du Tourisme                                                               | Yvon Picotte            |
| Ministre de la Main-d'œuvre et de la Sécurité du revenu Ministre du Travail                                                        | Pierre Paradis          |
| Ministre du Revenu Ministre délégué à la Réforme électorale                                                                        | Michel Gratton          |
| Ministre des Relations internationales Ministre délégué aux Affaires intergouvernementales canadiennes                             | Gil Rémillard           |
| Ministre de la Santé et des Services sociaux Ministre responsable de la Politique familiale                                        | Thérèse Lavoie-Roux     |
| Ministre des Transports Ministre responsable du Développement régional                                                             | Marc-Yvan Côté          |
| Solliciteur général | Gérard Latulippe        |
| Ministres délégués |                         |
| Ministre déléguée à la Condition féminine                                                                                          | Monique Gagnon-Tremblay |
| Ministre délégué aux Forêts | Albert Côté             |
| Ministre délégué aux Mines | Raymond Savoie          |
| Ministre délégué aux Pêcheries | Robert Dutil            |
| Ministre délégué aux Petites et Moyennes entreprises                                                                               | André Vallerand         |
| Ministre délégué à la Privatisation                                                                                                | Pierre Fortier          |
| Ministre délégué aux Services et Approvisionnements                                                                                | Gilles Rocheleau        |
| Fonctions parlementaires |                         |
| Leader parlementaire | Michel Gratton          |
| Whip en chef du gouvernement | Yvon Vallières          |

#### Remaniement enjuillet1986
- Herbert Marx: solliciteur général, ministre de la Justice, ministre délégué à la Protection du Consommateur et à la Dérèglementation.
- Yves Séguin: ministre du Revenu.
- Michel Gratton: ministre délégué à la Réforme électorale.

#### Remaniement du30juin1987
- Robert Dutil : ministre délégué à la Santé et aux Services sociaux (également chargé de la politique familiale à partir du 12 août 1987[5]).
- Yvon Picotte : ministre délégué aux Pêcheries

#### Ajustement du9décembre1987
- Robert Dutil : ministre délégué à la Famille, à la Santé et aux Services sociaux[6].

#### Remaniement du31 mars 1988
- Lise Bacon : vice-première ministre et ministre des Affaires culturelles ;
- Guy Rivard : ministre délégué aux Affaires culturelles et ministre responsable de l'application de la Charte de la langue française[7].

#### Remaniement enjuin1988
- Daniel Johnson (fils): président du Conseil du trésor.
- Gil Rémillard: ministre de la Justice, ministre des Affaires intergouvernementales.
- Paul Gobeil: ministre des Relations internationales.
- Pierre Paradis: ministre des affaires municipales.
- Richard French: ministre des Communications, ministre délégué au Développement technologique.
- Yves Séguin: ministre du Travail, ministre du Revenu.
- André Bourbeau: ministre de la Main d'Œuvre et de la Sécurité du revenu.
- Pierre MacDonald: ministre de l'Industrie et du Commerce, ministre du Commerce extérieur.
- Pierre Fortier: ministre des Institutions financières, Compagnies et Coopératives.

#### Remaniement endécembre1988
- Robert Dutil: ministre des Communications.

#### Remaniement du4mars1989
- Claude Ryan : ministre de l'Éducation, ministre de l'Enseignement supérieur et des Sciences, ministre responsable de l'application de la Charte de la Langue française[8].
- Monique Gagnon-Tremblay : ministre déléguée à la Condition féminine, ministre des Communautés culturelles et de l'Immigration.
- Pierre Fortier devient également responsable de l'application des lois professionnelles[9].

### Second mandat (1989–1994)

#### Composition initiale (11 octobre 1989)
| Fonctions, | Titulaire               |
| --- | ----------------------- |
| Premier ministre | Robert Bourassa         |
| Vice-première ministre Ministre du Développement régional Ministre de l'Énergie et des Ressources                       | Lise Bacon              |
| Ministre des Finances                                                                                                   | Gérard D. Levesque      |
| Président du Conseil du Trésor Ministre délégué à l'Administration et à la Fonction publique                            | Daniel Johnson (fils)   |
| Vice-présidente du Conseil du Trésor Ministre des Communautés culturelles et de l'Immigration                           | Monique Gagnon-Tremblay |
| Ministre des Affaires culturelles                                                                                       | Lucienne Robillard      |
| Ministre des Affaires internationales Ministre délégué aux Affaires autochtones                                         | John Ciaccia            |
| Ministre des Affaires municipales Ministre responsable de l'Habitation                                                  | Yvon Picotte            |
| Ministre de l'Agriculture, des Pêcheries et de l'Alimentation                                                           | Michel Pagé             |
| Ministre des Approvisionnements et Services                                                                             | Robert Dutil            |
| Ministre des Communications                                                                                             | Liza Frulla             |
| Ministre de l'Éducation Ministre de l'Enseignement supérieur et de la Science                                           | Claude Ryan             |
| Ministre de l'Environnement                                                                                             | Pierre Paradis          |
| Ministre de l'Industrie, du Commerce et de la Technologie                                                               | Gérald Tremblay         |
| Ministre de la Justice Ministre délégué aux Affaires intergouvernementales canadiennes                                  | Gil Rémillard           |
| Ministre des Loisirs, de la Chasse et de la Pêche                                                                       | Gaston Blackburn        |
| Ministre de la Main-d'œuvre, de la Sécurité du revenu et de la Formation professionnelle                                | André Bourbeau          |
| Ministre du Revenu Ministre du Travail                                                                                  | Yves Séguin             |
| Ministre de la Santé et des Services sociaux Ministre délégué à la Réforme électorale                                   | Marc-Yvan Côté          |
| Ministre de la Sécurité publique Ministre des Transports                                                                | Sam Elkas               |
| Ministre du Tourisme | André Vallerand         |
| Ministres délégués |                         |
| Ministre délégué à l'Agriculture, aux Pêcheries et à l'Alimentation                                                     | Robert Middlemiss       |
| Ministre délégué aux Communautés culturelles                                                                            | Normand Cherry          |
| Ministre délégué à la Condition féminine Ministre responsable de la Famille                                             | Violette Trépanier      |
| Ministre délégué à la Francophonie                                                                                      | Guy Rivard              |
| Ministre déléguée aux Finances                                                                                          | Louise Robic            |
| Ministre délégué aux Forêts                                                                                             | Albert Côté             |
| Ministre délégué aux Mines et au Développement régional Ministre responsable de l'application des lois professionnelles | Raymond Savoie          |
| Ministre délégué à la Santé et aux Services sociaux                                                                     | Christos Sirros         |
| Ministre délégué aux Transports                                                                                         | Yvon Vallières          |
| Fonctions parlementaires                                                                                                |                         |
| Leader parlementaire | Michel Pagé             |
| Whip en chef du gouvernement                                                                                            | William Cusano          |

#### Remaniement du5octobre1990
- Michel Pagé : ministre de l'Éducation.
- Lucienne Robillard : ministre de l'Enseignement supérieur et de la Science.
- Liza Frulla : ministre des Affaires culturelles.
- Marc-Yvan Côté : ministre de la Santé et des Services sociaux, ministre délégué à la Condition des aînés, ministre délégué à la Réforme électorale.
- Yvon Picotte : ministre de l'Agriculture, des Pêcheries, de l' Alimentations et du Développement régional.
- Sam Elkas : ministre des Transports.
- Claude Ryan : ministre des Affaires municipales, ministre de la Sécurité publique, ministre responsable de la Charte de la Langue française.
- John Ciaccia : ministre des Affaires internationales.
- Yvon Vallières : ministre délégué à l'Agriculture, aux Pêches et à l'Alimentation, ministre responsable des Pêcheries.
- Lawrence Cannon : ministre des Communications.
- Robert Middlemiss : ministre délégué aux Transports.
- Normand Cherry : ministre du Travail, ministre délégué aux Communautés culturelles.
- Lise Bacon : ministre de l'Énergie et des Ressources.
- Albert Côté : ministre délégué aux Mines.
- Raymond Savoie : ministre du Revenu.
- Christos Sirros : ministre délégué aux Affaires autochtones.

#### Remaniement du30janvier1991
- Albert Côté : ministre des Forêts.

#### Remaniement endécembre1992
- Lucienne Robillard: ministre de l'Éducation, ministre de l'Enseignement supérieur et des Sciences.

#### Remaniement ennovembre1993
- Monique Gagnon-Tremblay: ministre des Finances, ministre des Communautés culturelles et de l'Immigration.